# Грасс-Веллі (Невада)
Грасс-Веллі (англ. Grass Valley) — переписна місцевість (CDP) в США, в окрузі Вошо штату Невада. Населення — 991 особа (2020).

## Географія
Грасс-Веллі розташований за координатами 40°47′49″ пн. ш. 117°45′37″ зх. д. / 40.79694° пн. ш. 117.76028° зх. д. (40.797081, -117.760261).  За даними Бюро перепису населення США в 2010 році переписна місцевість мала площу 89,38 км², уся площа — суходіл.

## Демографія
Згідно з переписом 2010 року, у переписній місцевості мешкала 1161 особа в 417 домогосподарствах у складі 311 родини. Густота населення становила 13 особи/км².  Було 466 помешкань (5/км²).
Расовий склад населення:
| - 83,5 % — білих - 1,0 % — азіатів - 0,8 % — корінних американців - 0,6 % — чорних або афроамериканців - 10,8 % — осіб інших рас |

До двох чи більше рас належало 3,3 %. Частка іспаномовних становила 19,4 % від усіх жителів.
За віковим діапазоном населення розподілялося таким чином: 26,1 % — особи молодші 18 років, 61,1 % — особи у віці 18—64 років, 12,8 % — особи у віці 65 років та старші. Медіана віку мешканця становила 40,6 року. На 100 осіб жіночої статі у переписній місцевості припадало 107,3 чоловіків;  на 100 жінок у віці від 18 років та старших — 105,8 чоловіків також старших 18 років.
Середній дохід на одне домашнє господарство  становив 62 175 доларів США (медіана — 48 750), а середній дохід на одну сім'ю — 63 349 доларів (медіана — 49 688). За межею бідності перебувало 10,6 % осіб, у тому числі 16,0 % дітей у віці до 18 років та 0,0 % осіб у віці 65 років та старших.
Цивільне працевлаштоване населення становило 460 осіб. Основні галузі зайнятості: публічна адміністрація — 26,7 %, сільське господарство, лісництво, риболовля — 24,1 %, роздрібна торгівля — 17,8 %.